# Fotbeklädnad
Fotbeklädnader är plagg som används för att klä foten. Några fotbeklädnader är skor, stövlar, strumpor och sandaler.
Grövre fotbeklädnader säljs i regel i par, med olika – symmetrisk – utformning för höger och vänster fot. Strumpor, som är mer eller mindre elastiska fotklädnader närmast huden, är dock oftast utformade utan denna åtskillnad. Eftersom en människofot inte är helt symmetrisk, kan en strumpa dock töjas ut ojämnt beroende på vilken fot den sitter på.